# باب اترسلی
باب اترسلی (انگلیسی: Bob Attersley; ۱۳ اوت ۱۹۳۳ – ۱۲ مارس ۲۰۱۰) بازیکن هاکی روی یخ اهل کانادا بود.